# 鷲ノ繪
声旬！ presents 鷲ノ繪（せいしゅん ぷれぜんつ わしのえ）とは、鷲崎健と中村繪里子による、大喜利形式のトークライブイベントである。
2010年から不定期で開催されており、場合によってはゲストを呼んで行う。また、回次によっては会場にて全編が収録されたDVDやTシャツも販売されている。
声旬！サイト内では「鷲ノ繪ラジオ」も不定期で更新されている。2014年7月からfmさくだいらにて「FM鷲ノ繪」の放送が始まった。

## 概要
第1回「鷲ノ繪 〜鷲ト繪ノ初陣〜」
- 日時：2010年6月27日（日） 11時開演
- 場所：パセラリゾーツ銀座・BENOA

第2回「鷲ノ繪 〜鷲ト繪ノ初陣 弐回戦〜」
- 日時：2010年6月27日（日） 14時開演
- 場所：パセラリゾーツ銀座・BENOA

第3回「鷲ノ繪 〜ブルーでホストのケンジがシンケンにやって来た！〜」
- 日時：2010年8月22日（日） 13時開演
- 場所：パセラリゾーツ銀座・BENOA
- ゲスト：松風雅也

第4回「鷲ノ繪 〜24時間戦えますか？〜」
- 日時：2010年10月9日（土） 13時開演
- 場所：パセラリゾーツ銀座・BENOA
- ゲスト：小山力也

第5回「鷲ノ繪 〜クルシミマスが明けましておめでとう〜」
- 日時：2010年12月26日（日） 13時開演
- 場所：パセラリゾーツ銀座・BENOA
- ゲスト：野中藍

第6回「鷲ノ繪 〜ピュアなココロと召還獣〜」
- 日時：2011年2月27日（日） 13時開演
- 場所：パセラリゾーツ銀座・BENOA
- ゲスト：原田ひとみ

第7回「鷲ノ繪 〜1周年と2ヶ月前から愛してる〜」
- 日時：2011年8月21日（日） 11時開演
- 場所：パセラリゾーツ銀座・BENOA

第8回「鷲ノ繪 〜鷲ノ繪の夏、日本の夏〜」
- 日時：2011年8月21日（日） 14時開演
- 場所：パセラリゾーツ銀座・BENOA
- ゲスト：利根健太郎

第9回「鷲ノ繪 〜プロデューサーさんっ！鷲ノ繪ですよ、鷲ノ繪!!〜」
- 日時：2011年10月22日（土） 13時開演
- 場所：パセラリゾーツ銀座・BENOA
- ゲスト：浅倉杏美、平田宏美

第10回「鷲ノ繪 〜立てよ、繪里國民！鷲 THE KING と共に！〜」
※特別編：USTREAM配信
- 日時：2011年12月18日（日） 13時配信開始

第11回「鷲ノ繪 〜バレンタインを大喜利で楽しもうじゃないか〜」
- 日時：2012年2月5日（日） 13時開演
- 場所：パセラリゾーツ銀座・BENOA
- ゲスト：金元寿子

第12回「鷲ノ繪 〜ACEをねらう！〜」
- 日時：2012年4月1日（日） 11時30分開演
- 場所：幕張メッセ・アニメ コンテンツ エキスポ (ACE) 2012 アニプレックスブース
- ゲスト：竹内良太、大亀あすか

第13回「鷲ノ繪 〜あつのHANABIはなつい〜」
- 日時：2012年8月25日（土） 13時開演
- 場所：パセラリゾーツ銀座・BENOA
- ゲスト：原由実

第14回「鷲ノ繪 〜ついてきてーーこのサキのステージへ。〜」
- 日時：2012年11月17日（土） 13時開演
- 場所：パセラリゾーツ銀座・BENOA
- ゲスト：藤田咲

第15回「鷲ノ繪　〜露西亜より愛を込めて〜」
- 日時：2013年2月16日（土） 13時開演
- 場所：パセラリゾーツ銀座・BENOA
- ゲスト：上坂すみれ

第16回「鷲ノ繪 〜祝☆鷲ノ繪ラジオの公開生収録〜」
※特別編：公開収録
- 日時：2013年3月31日（日） 10時開演
- 場所：幕張メッセ・アニメ コンテンツ エキスポ (ACE) 2013 オープンステージ

第17回「鷲ノ繪 〜wsneJPY！〜」
- 日時：2013年6月23日（日） 13時開演
- 場所：パセラリゾーツ銀座・BENOA
- ゲスト：たかはし智秋

第18回「鷲ノ繪 〜みつごのすずのもり〜」
- 日時：2013年9月15日（日） 11時開演
- 場所：パセラリゾーツAKIBAマルチエンターテイメント 7F P.A.R.M.S
- ゲスト：三森すずこ

第19回「鷲ノ繪 〜わりと本気なPロデューサーをお出迎え〜」
- 日時：2013年11月16日（土） 13時開演
- 場所：パセラリゾーツAKIBAマルチエンターテイメント 7F P.A.R.M.S
- ゲスト：間島淳司

第20回「鷲ノ繪 〜おつかれさまでしたSSA☆ありがとうSSA☆〜」
- 日時：2014年3月1日（土） 13時開演
- 場所：パセラリゾーツ銀座・BENOA
- ゲスト：新田恵海

第21回「鷲ノ繪 〜アニメジャペエェーン！からこんにちわ〜」
- 日時：2014年3月23日（日） 11時15分開演
- 場所：東京ビッグサイト・AnimeJapan 2014 声旬！ブース

第22回「鷲ノ繪 〜大喜利道、極めます！〜」
- 日時：2014年6月8日（日） 12時開演
- 場所：品川グランドホール
- ゲスト：渕上舞

第23回「鷲ノ繪 〜4周年と「鷲ノ繪」ラジオと〜」
- 日時：2014年6月8日（日） 15時30分開演
- 場所：品川グランドホール

第24回「鷲ノ繪　～ぬーさんと大移動～」
- 日時：2014年10月25日（日） 12時00分開演
- 場所：イオンシネマ市川妙典
- ゲスト：沼倉愛美

第25回「鷲ノ繪　～いろいろ鷲ノ繪！～」
- 日時：2014年10月25日（日） 15時00分開演
- 場所：イオンシネマ市川妙典

第26回「鷲ノ繪～本日は快晴の青空ですね！」
- 日時：2015年2月22日（日） 13時00分開演
- 場所：品川 THE GRAND HALL
- ゲスト：徳井青空

## FM鷲ノ繪
2014年7月1日からエフエム佐久平（fmさくだいら）にて「FM鷲ノ繪」の放送が始まった。放送時間は毎週火曜日 20:00〜20:25。
コーナー
一昨日の夕飯を思い出そう
一昨日の夕飯を思い出すコーナー
第１回放送にてリスナーの案が採用された
鷲ノ繪人生相談
悩めるリスナーからの人生相談を解決するコーナー
第１回放送にてリスナーの案が採用された
鷲ノ繪なんでもベスト3

鷲ノ繪ピックアップテーマ

場所間違えのコーナー

### ゲスト
このラジオにおいてはゲストに申し訳ないので、ゲストはいらないと考えている。
- 第26回：沼倉愛美（中村繪里子の代役）

### 公開生放送
- 第24回（2014年12月9日）
- FM鷲ノ繪１周年記念特番（2015年8月22日）